# أنطونيو ديلغادو
أنطونيو ديلغادو (بالإنجليزية: Antonio Delgado) هو محامي وسياسي أمريكي، ولد في 28 يناير 1977 في سكنيكتادي في الولايات المتحدة. نشط حزبياً في الحزب الديمقراطي. وقد انتخب عضو مجلس النواب الأمريكي.

## وصلات خارجية
- الموقع الرسمي